# Distretto di Mon
Il distretto di Mon è un distretto del Nagaland, in India, di 259 604 abitanti. Il capoluogo è Mon.